# Larissa Krainer
Larissa Krainer (* 1967 in Klagenfurt) ist eine österreichische Philosophin und Kommunikationswissenschaftlerin. Sie ist außerordentliche Professorin am Institut für Medien- und Kommunikationswissenschaft der Alpen-Adria-Universität Klagenfurt. Von 2016 bis 2022 war sie Vorsitzende des Senats der Universität.

## Leben
Krainer studierte Philosophie und Medien- und Kommunikationswissenschaften an der Universität Klagenfurt. Von 1988 bis 1997 arbeitete sie als Journalistin für verschiedene Zeitungen und Zeitschriften (z. B. Kärntner Volkszeitung, Der Standard, ORF-Landesstudio Kärnten, Die Brücke, FORVM). 1991 gründete sie gemeinsam mit Kollegen die erste zweisprachige Wochenzeitung Kärntens, TANGO (Dvojezični Tednik na Koroškem), die sie bis 1993 leitete.
Von 1995 bis 1997 leitete Krainer die Landesgeschäftsstelle von amnesty international in Kärnten. Seit 1998 ist sie Mitglied der Universität Klagenfurt, wo sie 2001 habilitierte. Von 2009 bis 2011 hatte sie dort eine Vertragsprofessur inne und war von 2016 bis 2022 Vorsitzende des Senats der Universität. Sie war Mitbegründerin des ehemaligen „Instituts für Interventionsforschung und Kulturelle Nachhaltigkeit“.
2015 gründete Krainer gemeinsam mit Kollegen das Interdisciplinary Mediaethics Centre (IMEC), das sich in regelmäßigen Tagungen und Publikationen um den interdisziplinären Austausch zu Themen der Medienethik im Kontext der Mediatisierung bemüht. Ferner engagiert sie sich gemeinsam mit Marlis Prinzing und Mark Eisenegger in einer länderübergreifenden Initiative im DACH-Raum für die Etablierung von Medien- und Kommunikationswissenschaft als öffentliche Wissenschaft.

## Wissenschaftlicher Beitrag
Die Publikationsschwerpunkte von Larissa Krainer umfassen medien- und kommunikationswissenschaftliche wie philosophische Arbeiten im Bereich der Medienethik und der Prozessethik, Publikationen zur methodischen und wissenschaftstheoretischen Fundierung inter- und transdisziplinärer Forschung (insbesondere der Interventionsforschung), Arbeiten im Bereich der Wissenschafts- und der Nachhaltigkeitskommunikation sowie einzelne Beiträge zur Medien- und zu Fachgeschichte.
In ihrer Dissertation befasste sich Krainer mit österreichischen Frauenzeitschriften und deren ökonomischer Ausrichtung, 2015 bzw. 2019 legte sie dazu aktualisierte Publikationen vor. In ihrer Habilitationsschrift arbeitete sie die zahlreichen Spannungsfelder und Widersprüche im Bereich der Medienethik heraus. 2010 legte sie gemeinsam mit Peter Heintel ein Grundlagenwerk zur Prozessethik vor. In etlichen wissenschaftlichen Aufsätzen in Sammelbänden und Fachzeitschriften befasst sie sich mit der Frage, welche aktuell dominanten kulturellen Muster nachhaltige Entwicklung befördern bzw. behindern können (Forschung zu Nachhaltigkeitskommunikation und Kultureller Nachhaltigkeit).
Ein weiterer Forschungsfokus von Krainer ist das Thema Wissenschaftskommunikation. In ihren medienethischen Publikationen befasst sie sich sowohl mit dem journalistischen System, das im digitalen Zeitalter vor neuen ethischen Herausforderungen steht, als auch mit der digitalen Alltagskommunikation von jungen und älteren Menschen. In zahlreichen Workshops unterstützt die Forscherin Praktikerinnen und Praktiker bei der Bearbeitung konkreter ethischer Fragestellungen und publiziert neben wissenschaftlichen Fachartikeln auch regelmäßig in öffentlichen Medien um einen Wissenstransfer in die Gesellschaft zu leisten.

## Publikationen
Eine Übersicht von Larissa Krainers Publikationen findet sich auf Researchgate oder der Homepage der Universität Klagenfurt.